# NRJ Music Awards de 2023
O NRJ Music Awards de 2023, anunciado como NRJ Music Awards 2023 – 25 Ème Edition, foi realizado em 10 de novembro de 2023, no Palais des Festivals, em Cannes, na França. A cerimônia foi transmitida pela rede de televisão francesa TF1 e pela estação de rádio NRJ, contou com apresentação de Nikos Aliagas, e teve como canção-tema "Dance the Night", de Dua Lipa.
A cerimônia desse ano foi a primeira a não ser transmitida ao vivo, mas gravada algumas horas antes, devido ao risco de ataque em território nacional. Os indicados foram anunciados em 2 de outubro de 2023, e a votação seguiu até a data da premiação, 10 de novembro de 2023.

## Apresentações
| Artista(s)                     | Canção(ões) | Apresentado(s) por |
| ------------------------------ | --- | ------------------ |
| Måneskin                       | "Beggin' "Baby Said" "The Loneliest" | Nikos Aliagas      |
| Mika                           | "C'est la Vie" | Nikos Aliagas      |
| Loreen                         | "Is It Love" "Tattoo" | Nikos Aliagas      |
| Santa                          | "Popcorn Salé" | Nikos Aliagas      |
| Slimane Claudio Capéo          | "Avant Toi" (Slimane) "Des Milliers de Je T’aime" (Slimane) "La Recette" (Slimane) "Viens On S'aime" (Slimane) "Si J’avais Su" (Claudio Capéo) "Chez Toi" (Slimane e Claudio Capéo) | Nikos Aliagas      |
| Kyo                            | "Le Chemin" "Dernière Danse" "Je Cours" | Nikos Aliagas      |
| Louane                         | "Avenir" "On Était Beau" "Donne-moi Ton cœur" "Les Étoiles" | Nikos Aliagas      |
| Nuit Incolore                  | "Dépassé" | Nikos Aliagas      |
| Joseph Kamel                   | "Aquele que Sai" | Nikos Aliagas      |
| Benson Boone Philippine Lavrey | "In The Stars" | Nikos Aliagas      |
| Gaëtan Roussel Isabelle Adjani | "Les Courants D'air" | Nikos Aliagas      |
| Vitaa                          | "Je N'oublie Pas" | Nikos Aliagas      |
| La Petite Culotte              | "La Goffa Lolita" | Nikos Aliagas      |
| Jain                           | "Night Heights" "Makeba" | Nikos Aliagas      |
| MC Solaar Bigflo & Oli         | "Bons Élèves" | Nikos Aliagas      |
| Paul Russell                   | "Lil Boo Thang" | Nikos Aliagas      |
| Kendji Girac Vianney           | "Le Feu" | Nikos Aliagas      |
| Zazie Vianney                  | "Comment On Fait" | Nikos Aliagas      |
| Pierre de Maere                | "Enfant de" | Nikos Aliagas      |
| Bianca Costa                   | "Olé Olé" | Nikos Aliagas      |
| Chiloo                         | "Au Bord de la Mer" | Nikos Aliagas      |
| Louane                         | "Secret" | Nikos Aliagas      |
| Måneskin                       | "Honey (Are U Coming)" | Nikos Aliagas      |
| Vacra                          | "Tiki Taka" | Nikos Aliagas      |
| Calema                         | "Te Amo" | Nikos Aliagas      |

## Vencedores e indicados
Os indicados foram anunciados em 2 de outubro, e a votação seguiu até 10 de novembro de 2023, data da cerimônia.
| Cantor Francófono (apresentado por Keiona) | Cantora Francófona (apresentado por Indira Ampiot e Max Boublil) |
| --- | --- |
| - Slimane - Claudio Capéo - David Guetta - Kendji Girac - Pierre de Maere - Ridsa - Vianney | - Vitaa - Jain - Juliette Armanet - Louane - Mentissa - Santa - Shay |
| Cantor Internacional (apresentado por Slimane e Tianaa) | Cantora Internacional (apresentado por Måneskin) |
| - Ed Sheeran - Calvin Harris - Jason Derulo - Lil Nas X - Maluma - Sam Smith - The Weeknd | - Dua Lipa - Miley Cyrus - Olivia Rodrigo - Rihanna - Rosalia - Shakira - Taylor Swift |
| Grupo / Duo Francófono (apresentado por Louane e Pierre de Maere) | Grupo / Duo Internacional |
| - Bigflo et Oli - Louise Attaque - Ofenbach - Trinix | - Imagine Dragons - Black Eyed Peas - Linkin Park - Måneskin - OneRepublic |
| Canção Francófona do Ano (apresentado por Kyo) | Canção Internacional do Ano |
| - Louane - "Secret" - Slimane e Claudio Capéo - "Chez Toi" - Pierre de Maere - "Enfant de" - Benson Boone e Philippine Lavrey - "In the Stars" - Kendji Girac com part. de Vianney - "Le Feu" - Santa - "Popcorn Salé"               | - Miley Cyrus - "Flowers" - Ayra Starr - "Rush" - Calvin Harris e Ellie Goulding - "Miracle" - Dua Lipa - "Dance the Night" - Ed Sheeran - "Eyes Closed" - Imagine Dragons - "Waves" - Loreen - "Tattoo" - Måneskin - "The Loneliest" |
| Hit Social do Ano (apresentado por Diddy) | Cover / Adaptação do Ano |
| - Jain - "Makeba" - Aya Nakamura - "Baby" - Hamza com part. de Damso - "Nocif" - Jeck - "Défaite" - Tayc - "Room 69" - Vacra - "Tiki Taka"                                                                                           | - Aqua e Tiësto - "Barbie Girl" (Tiësto remix) - David Guetta, Anne-Marie e Coi Leray - "Baby Don't Hurt Me" - Francis Mercier e Magic System - "Premier Gaou" - Jason Derulo com part. de Dido - "When Love Sucks" - Metro Boomin, The Weeknd e 21 Savage - "Creepin'" - Soolking com part. de Gazo - "Casanova" - Trinix e One-T - "The Magic Key" |
| Colaboração Francófona do Ano (apresentado por La Petite Culotte) | Colaboração Internacional do Ano |
| - Slimane e Claudio Capéo - "Chez Toi" - Benson Boone e Philippine Lavrey - "In the Stars" - Kendji Girac com part. de Vianney - "Le Feu" - Soolking com part. de Gazo - "Casanova" - Vianney com part. de Ed Sheeran - "Call on Me" | - Rosalía e Rauw Alejandro - "Beso" - Calvin Harris e Ellie Goulding - "Miracle" - Jason Derulo com part. de Dido - "When Love Sucks" - Karol G e Shakira - "TQG" - Kungs e Purple Disco Machine com part. de Julian Perretta - "Substitution" |
| Clipe Francófono do Ano (apresentado por Zazie) | Clipe Internacional do Ano |
| - Bigflo & Oli - "Dernière" - Chiloo - "Au Bord de la Mer" - Eddy de Pretto - "Love'n'Tendresse" - Mentissa - "Mamma Mia" - Santa - "Popcorn Salé" - Vianney com part. de Mika - "Keep it Simple"                                    | - Miley Cyrus - "Flowers" - Dua Lipa - "Dance the Night" - Ed Sheeran - "Eyes Closed" - Måneskin - "The Loneliest" - Olivia Rodrigo - "Vampire" - Sam Smith e ]]Kim Petras]] - "Unholy" - Taylor Swift - "Anti-Hero" |
| Revelação Francófona do Ano (apresentado por Cauet) | Revelação Internacional do Ano (apresentado por Nikos Aliagas) |
| - Nuit incolore - Joseph Kamel - Bianca Costa - Chiloo - Vacra - Calema | - Loreen - Ayra Starr - Becky G - David Kushner - Karol G - Libianca |
| Revelação Belga do Ano | DJ do Ano |
| - Sola - Saskia - Dystinct - Colt | - David Guetta - Boris Way - Calvin Harris - Kungs - Martin Solveig - Ofenbach - Tiësto |
| Turnê Francófona do Ano | Prêmio de Mérito (apresentado por Nikos Aliagas) |
| - M. Pokora - Angèle - Bigflo et Oli - Christophe Maé - Juliette Armanet - Lujipeka - -M- - Soprano - Starmania | Diddy |
| Prêmio de Mérito (apresentado por Nikos Aliagas) | |
| Måneskin | |